# Diaperis boleti
Diaperis boleti (Linnaeus, 1758) è un coleottero della famiglia Tenebrionidae che si nutre sostanzialmente solo di funghi lignicoli nei boschi di caducifoglie.

## Descrizione

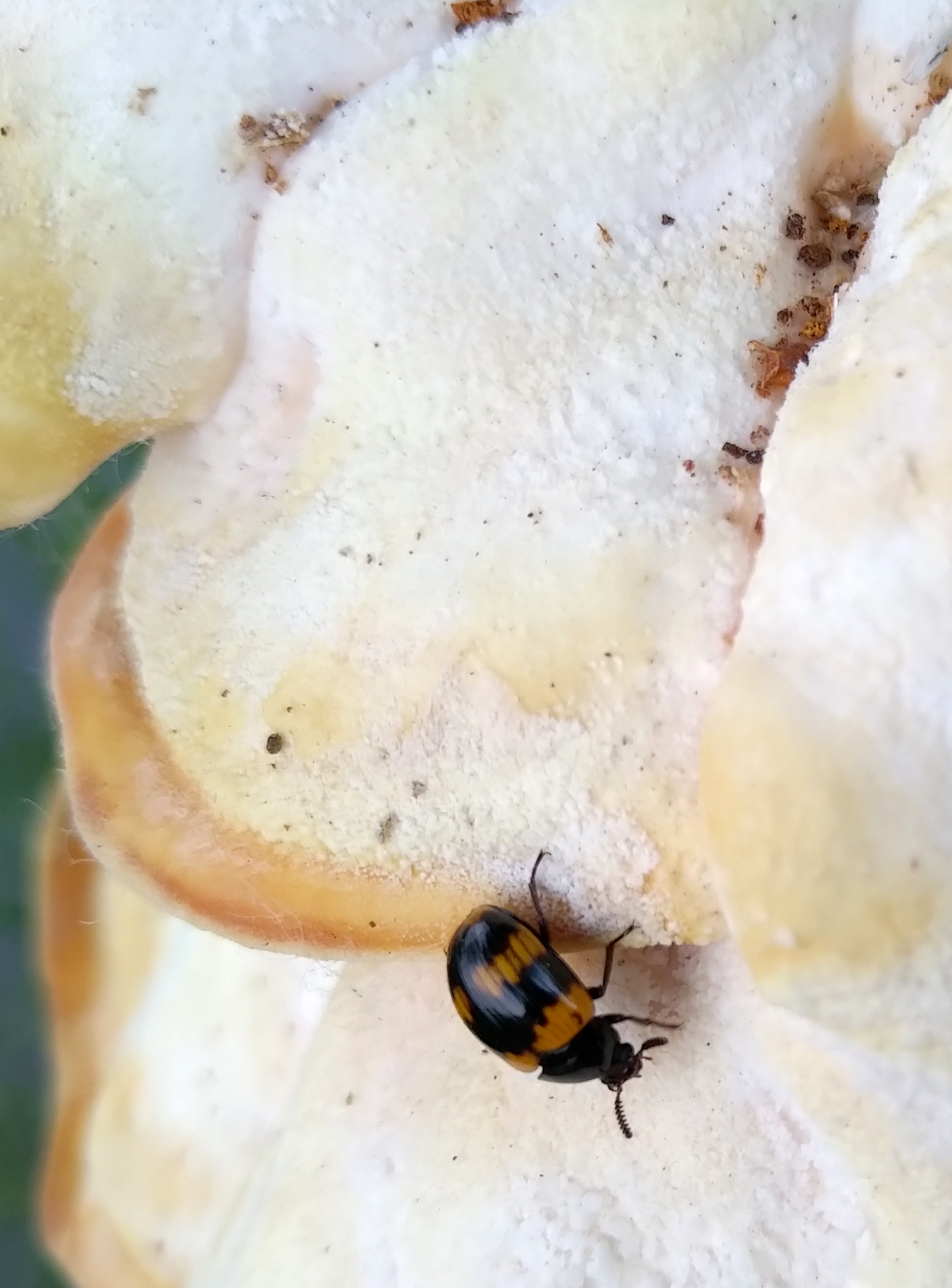
Un adulto su un fungo lignicolo nel parco naturale di Stupinigi

L'imago (adulto), dall’aspetto bombato e di forma più o meno ovoidale, misura tra i 6 e gli 8 mm di lunghezza. Le elitre sono nere, brillanti e con caratteristiche macchie dal colore giallo o arancio più o meno vivo. Le larve sono allungate e cilindriche.

## Biologia

### Alimentazione
La specie è micofaga, e si nutre principalmente di funghi del genere Agaricus oltre che di Piptoporus betulinus e Laetiporus sulphureus (gallina dei boschi).

### Riproduzione

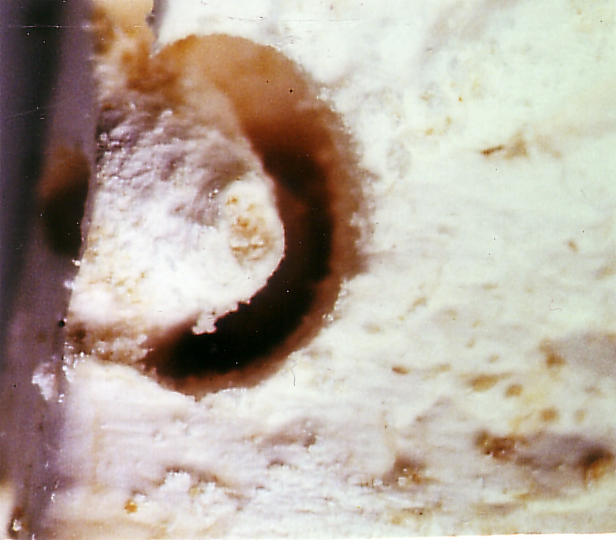
Galleria scavata dalle larve dell'insetto in un carpoforo di Piptoporus betulinus

La deposizione delle uova avviene a partire dal mese di maggio sui  carpofori dei funghi. Le larve si schiudono in giugno; una seconda generazione di insetti è possibile a settembre. Anche le larve, come gli adulti, si nutrono di funghi.

## Distribuzione e habitat
Distribuzione
Europa occidentale e centrale.
Habitat
La specie è infeudata alle foreste caducifoglie, ed è legata alla presenza di funghi lignicoli.

## Tassonomia
La specie Diaperis boleti venne descritta dal naturalista svedese Carlo Linneo nel 1758 con il nome originario di Chrysomela boleti. Étienne Louis Geoffroy nel 1762 descrisse il genere Diaperis e ve la trasferì.

### Sinonimi
- Chrysomela boleti Linneo, 1758 (basionimo).